# أليكس غرانت
أليكس غرانت (بالإنجليزية: Alex Grant)‏ (23 يناير 1994 بمانشستر في المملكة المتحدة - ) هو لاعب كرة قدم أسترالي في مركز الدفاع. لعب مع ستوك سيتي وماكليسفيلد تاون ونادي برث غلوري ونادي بورتسموث وهافانت أند ووترلوفيل وEastleigh F.C. ‏.

## وصلات خارجية
- أليكس غرانت على موقع دوري كوريا الجنوبية (الإنجليزية)
- أليكس غرانت على موقع قاعدة بيانات كرة القدم.إي يو (الإنجليزية)
- أليكس غرانت على موقع Soccerbase.com (لاعب) (الإنجليزية)
- أليكس غرانت على موقع Soccerway.com (الإنجليزية)
- أليكس غرانت على موقع عالم كرة القدم.نت (الإنجليزية)
- أليكس غرانت على موقع AS.com (الإسبانية)